# Den moderna suffragetten
Pour plus de détails, voir Fiche technique et Distribution.
Den moderna suffragetten (littéralement « la suffragette moderne ») est un film muet suédois au sujet comique en deux actes, sorti le 15 décembre 1913. Il est dirigé par Mauritz Stiller.

## Synopsis
Lili et son amie assistent à une réunion à Stockholm où la suffragette anglaise Miss Spratt de Londres exalte l'enthousiasme de la petite troupe. Pendant ce temps, les hommes font la vaisselle et le ménage avec maladresse. Les suffragettes vont dans un local dont elles brisent les fenêtres à coups de haches, mais un incendie se propage dans le sous-sol. Elles sont effrayées par un couple de fantômes qui éteignent rapidement le feu ; en fait ce sont leurs maris qui se sont déguisés. En rentrant à la maison, Lili fait un horrible cauchemar avec des fenêtres brisées et sa propre décapitation.
Le mari de Lili rentre à la maison et lui dit qu'elle est recherchée par la police à cause de l'incendie dévastateur car on a retrouvé ses empreintes digitales, ainsi que celles de son amie. Sous le choc, Lili abandonne ses idées et redevient la bonne épouse soumise de son mari...

## Fiche technique
- Direction : Mauritz Stiller
- Scénario : Mauritz Stiller
- Photographie : Julius Jaenzon, Hugo Edlund
- Production : AB Svenska Biografteatern
- Durée : 25 minutes
- Pays : Suède
- Date de sortie : 15 décembre 1913

## Distribution
- Lili Ziedner : Lili, suffragette
- Richard Lund : le mari de Lili
- Stina Berg : la bonne de Lili
- Doris Nelson : l'amie de Lili
- Erik Lindholm : le mari de l'amie de Lili
- Tyra Leijman-Uppström : la femme de chambre
- William Larsson : le policier
- Jenny Tschernichin-Larsson : Miss Spratt
- Georg Grönroos : le gardien à la réunion des suffragettes

## À propos du film
Le film est sorti à l'étranger sous différents titres : en Allemagne : Die moderne Suffragette ; en Norvège : Den moderne Sufragette ; dans le grand-duché de Finlande : Den moderna suffragetten (en suédois) et Nykyaikainen suffragetti (en finnois).